# 282 Dywizja Piechoty (III Rzesza)
282 Dywizja Piechoty (niem. 282. Infanterie-Division) – niemiecka dywizja z czasów II wojny światowej, sformowana w Cherbourgu na mocy rozkazu z 1 marca 1943 roku, poza falą mobilizacyjną przez V Okręg Wojskowy.

## Struktura organizacyjna
- Struktura organizacyjna w kwietniu 1943 roku:

848., 849. i 850. pułk grenadierów, 282. pułk artylerii, 282. batalion pionierów, 282. dywizyjny batalion fizylierów, 282. oddział przeciwpancerny, 282. oddział łączności, 282. polowy batalion zapasowy;

## Dowódcy
- Generalmajor (Generalleutnant) Wilhelm Kohler 1 III 1943 – 15 VIII 1943;
- Generalmajor Hermann Frenking 15 VIII 1943 – VI 1944;